# Pax Imperia: Eminent Domain
Pax Imperia: Eminent Domain — компьютерная игра в жанре стратегия реального времени, сочетающая 4X и глобальную стратегию.
Игрок может выбирать из 8 стандартных и бесконечного множества собственноручно созданных рас, задавать параметры галактики, где вы планируете обосноваться (до 100 звездных систем с 800 планетами). Игра предоставляет игроку возможность управлять всеми аспектами деятельности своей империи — от экономики и внутренних дел до внешней разведки и отношений с другими цивилизациями.
Так же там есть раздел Наука, и в зависимости от объема субсидирования научных исследований и общих ресурсов империи (количество и качество планет, демография) будут проводиться с различной скоростью и задаваемыми Игроком приоритетами научные исследования в ракетном и энергетическом оружии, технологиях ракетных двигателей, разработка защитных технологий (защитные поля, материалы брони), и прочие, всего предстоит около 300 открытий в разных необходимых сферах. Как только какое-то научное открытие произведено - оно становится доступным для внедрения например в конструировании огромного множества модификаций космических кораблей (разведчик, транспорт, фрегат, крейсер, линкор, перевозчик). И каждую новую модификацию в классе кораблей желательно как то обозначать индексами, чтобы можно было ориентироваться при их применении. 
Так же там есть Раздел Дипломатия (и конечно Шпионаж тоже), с огромным выбором поведения по каждой встреченной империи - нейтралитет, сотрудничество в коммерции и логистике (увеличивает годовой балансовый доход империи), сотрудничество в науке (увеличивает научные ресурсы и скорость в исследованиях новых технологий), или можно враждовать, воевать, но тогда ждите гостей и атаки на свои слабо укрепленные планеты. Если уж война началась - то в этом же разделе доступны различные диверсионные происки, которые надо назначать, выбор вариантов оказания давления на оппонента огромен, главное не забывать пополнять задачи и цели. Успешность шпионажа и противодействия шпионажу так же будет зависеть от объема ваших бюджетных субсидий.
В Разделе Флот есть все варианты настроек для управления флотом - как единичными кораблями, так и объединенными в эскадры. Максимальное количество вымпелов в эскадре - 21 корабль, к сожалению. Зато количество эскадр ограничено только Вашими годовыми бюджетными субсидиями на содержание кораблей. Каждый класс, и модель корабля имеет свою стоимость годового содержания, чем корабль мощнее и сильнее вооружен, тем дороже он будет обходиться бюджету империи. Деньги в любом случае списываются в постоянном режиме и автоматически, Вы будете видеть баланс расходов, доходов и объемы субсидирования. Боевые корабли Флота, которые имеют опыт участия в боевых действиях - по мере результативности и успешности так же накапливают свои персональные уровни компетенций (от уровня Новички до уровня Легендарный), что также дает ему в сражениях большую силу, даже при некоторых технических или количественных недостатках. 
То же самое и с Вашими колонизированными или захваченными у противника планетами - если она богата ресурсами, или там хорошая демография, то она будет давать стабильный годовой доход, из сумм которых в том числе и строиться Годовой Бюджет. Поэтому не нужно на слабых планетах с низкими показателями строительных баллов строить Корабельные Доки, они так же расходуют средства на свое содержание, и если будут простаивать, то это всегда будет лишними тратами.

## Расы
- Humans (люди);
- Kar’Tsoran (Кар’Тсоран) — экономисты, умело управляют своими мирами, добиваясь максимальной эффективности;
- Gorak (Горак) — воины;
- Yssla (Йссла) — мастера шпионажа и интриг, сеть их разведки простирается по всей галактике;
- Schreki (Счрехи) — завоевание всей галактики и тотальная экспансия, могут жить практически в любой среде;
- Tekari (Текари) — исследователи и учёные;
- D’naren (Д’нарен) — строители и исследователи;
- Kybus (Кайбус) — воины с развитым интеллектом.